# Recopa dos Campeões Intercontinentais de 1969
A Recopa dos Campeões Intercontinentais de 1969 foi a segunda e última edição do torneio. Participaram todos os clubes sul-americanos que haviam conquistado a Copa Intercontinental.
Antes de decidir-se sobre a disputa ou não de uma volta quanto à final de 1968, já era jogada a Recopa de 1969 na América do Sul. O campeão intercontinental de 1968, o Estudiantes de La Plata, foi agregado aos que haviam participado no torneio anterior.
Desta vez nenhum clube europeu participou do certame, por causa das eliminatórias para a Copa do Mundo de 1970.
O Peñarol foi declarado campeão da Recopa ao vencer o que inicialmente seria apenas a chave sul-americana, não tendo havido uma final intercontinental. Uma partida entre Santos e Estudiantes, marcada para 8 de janeiro de 1970, foi cancelada, já que os dois times não tinham mais chances de primeira colocação. Então campeão, o time de Pelé amargou o quarto lugar, a última posição.

## Participantes
Zona Sul-Americana
| Estudiantes | (La Plata)   |  | Campeão da Taça Intercontinental de 1968        |
| Peñarol     | (Montevidéu) |  | Campeão da Taça Intercontinental de 1961 e 1966 |
| Racing      | (Avellaneda) |  | Campeão da Taça Intercontinental de 1967        |
| Santos      | (Santos)     |  | Campeão da Taça Intercontinental de 1962 e 1963 |

Zona Européia
| Internazionale* | (Milão)  |  | Campeão da Taça Intercontinental de 1964 e 1965 |
| Milan*          | (Milão)  |  | Campeão da Taça Intercontinental de 1969        |
| Real Madrid*    | (Madrid) |  | Campeão da Taça Intercontinental de 1960        |

* Desistiram da competição.

## Jogos
Turno
| 13 de novembro de 1969 | Racing | 0 – 0 | Peñarol | Juan Domingo Perón, Avellaneda (Argentina) |
|                        |        |       |         | Público: 10,000 Árbitro: Jorge Cruzat      |

| 20 de novembro de 1969 | Estudiantes | 0 – 1 | Racing           | Jorge Luis Hirschi, La Plata (Argentina) |
|                        |             |       | Cárdenas 50' (P) | Árbitro: Luis Pestarino                  |

| 26 de novembro de 1969 | Peñarol                          | 3 – 1 | Estudiantes | Centenario, Montevidéu (Uruguai)      |
|                        | Pedro Rocha 34' 43' · Losada 77' |       | Verón 89'   | Público: 21,000 Árbitro: César Orozco |

| 29 de novembro de 1969 | Racing          | 2 – 1 | Santos  | Juan Domingo Perón, Avellaneda (Argentina) |
|                        | Da Silva 1' 56' |       | Edu 54' | Árbitro: Pablo Vaga                        |

| 2 de dezembro de 1969 | Peñarol                 | 2 – 1 | Santos   | Centenario, Montevidéu (Uruguai)           |
|                       | Spencer 35' · Onega 73' |       | Pelé 18' | Público: 63,230 Árbitro: Rafael Hormazábal |

| 4 de dezembro de 1969 | Estudiantes                        | 3 – 1 | Santos           | Jorge Luis Hirschi, La Plata (Argentina) |
|                       | Verón 11' 89' (P) · Conigliaro 27' |       | Manoel Maria 25' | Árbitro: Roberto Barreiro                |

Returno
| 9 de dezembro de 1969 | Santos | 0 – 2 | Racing                    | Vila Belmiro, Santos (SP)    |
|                       |        |       | Adorno 56' · Cárdenas 85' | Árbitro: Arthur Coelho Filho |

| 11 de dezembro de 1969 | Santos                      | 2 – 0 | Peñarol | Palestra Itália, São Paulo (SP)     |
|                        | Pelé 65' · Manoel Maria 89' |       |         | Público: 4,000 Árbitro: Ángel Pazos |

| 20 de dezembro de 1969 | Racing | 0 – 0 | Estudiantes | Juan Domingo Perón, Avellaneda (Argentina) |
|                        |        |       |             | Árbitro: Luis Pestarino                    |

| 23 de dezembro de 1969 | Peñarol                                   | 4 – 1 | Racing      | Centenario, Montevidéu (Uruguai)    |
|                        | Spencer 14' 44' · Pedro Rocha 55' (P) 72' |       | Perfumo 89' | Público: 22,000 Árbitro: Jaime Amor |

| 30 de dezembro de 1969 | Estudiantes | 1 – 2 | Peñarol             | Jorge Luis Hirschi, La Plata (Argentina) |
|                        | Verde 39'   |       | Pedro Rocha 68' 74' | Árbitro: Alberto Tejada Noriega          |

| 8 de janeiro de 1970 | Santos | – | Estudiantes |  |
|                      |        |   |             |  |

## Tabela
| Time        | Pts | J | V | E | D | GP | GC | SG  |
| ----------- | --- | - | - | - | - | -- | -- | --- |
| Peñarol     | 9   | 6 | 4 | 1 | 1 | 11 | 6  | 5   |
| Racing      | 8   | 6 | 3 | 2 | 1 | 6  | 5  | 1   |
| Estudiantes | 3   | 5 | 1 | 1 | 3 | 5  | 7  | - 2 |
| Santos      | 2   | 5 | 1 | 0 | 4 | 5  | 9  | - 4 |

## Premiação
| Recopa dos Campeões Intercontinentais 1969 |
| ------------------------------------------ |
| Peñarol Campeão (1º título)                |